# Sprendlingen
Sprendlingen é um município da Alemanha localizado no distrito de Mainz-Bingen, estado da Renânia-Palatinado.
É membro e sede do Verbandsgemeinde de Sprendlingen-Gensingen.